# Supercoppa ucraina (pallavolo maschile)
La Supercoppa ucraina è una competizione pallavolistica per squadre di club ucraine maschili, organizzata con cadenza annuale dalla FVU.

## Edizioni
| Edizione      | Edizione          | Podio              | Podio         | Podio             |               |
| Anno          | Sede della finale | Campione           | Risultato     | Finalista         |               |
| ------------- | ----------------- | ------------------ | ------------- | ----------------- | ------------- |
| 2016 Dettagli | Kiev              | Barkom-Kažany      | 3 - 0         | Lokomotyv Charkiv |               |
| 2017 Dettagli | Čerkasy           | Lokomotyv Charkiv  | 3 - 0         | Barkom-Kažany     |               |
| 2018 Dettagli | Luc'k             | Barkom-Kažany      | 3 - 2         | BK Novator        |               |
| 2019 Dettagli | Čerkasy           | Barkom-Kažany      | 3 - 1         | Serce Podillja    |               |
| 2020 Dettagli | Horodok           | Barkom-Kažany      | 3 - 0         | Žytyči            |               |
| 2021 Dettagli | Horodok           | Žytyči             | 3 - 2         | Barkom-Kažany     |               |
| 2022          | -                 | Non disputata      | Non disputata | Non disputata     | Non disputata |
| 2023 Dettagli | Černivci          | Epicentr-Podoljany | 3 - 1         | Prometej          |               |
| 2024 Dettagli | Horodok           | Epicentr-Podoljany | 3 - 0         | Žytyči            |               |

## Palmarès
| Squadra            | Titolo | Edizione               |
| ------------------ | ------ | ---------------------- |
| Barkom-Kažany      | 4      | 2016, 2018, 2019, 2020 |
| Epicentr-Podoljany | 2      | 2023, 2024             |
| Lokomotyv Charkiv  | 1      | 2017                   |
| Žytyči             | 1      | 2021                   |